# Gotye
Wouter Andre "Wally" De Backer (Bruges, 21 de maio de 1980), conhecido profissionalmente como Gotye, é um compositor e cantor multi-instrumentista belgo-australiano. Gotye é fluente em neerlandês e inglês.
Gotye já lançou três álbuns de gravadora independente e um álbum de remixes de faixas de seus dois primeiros trabalhos. É também membro da banda de indie-pop de Melbourne, Austrália, The Basics, que lançou de forma independente três álbuns de estúdio e inúmeros outros títulos desde 2002. Gotye já ganhou cinco Prêmios ARIA e recebeu uma indicação ao MTV EMA de Melhor Ato da Ásia e Pacífico em 2011.

## Carreira

### 2010–presente:Making Mirrorse o sucesso internacional
Como parte do prêmio, Gotye ganhou um lugar para se apresentar no Song Summit de 2012, no porto de Darling, de 26 a 28 de maio. Na sua primeira semana de lançamento, Making Mirrors se tornou a número 1 na lista de álbuns australianos no ARIA Awards, fazendo Gotye ter um single e um álbum em primeiro lugar se igualando ao Silverchair, que fez o mesmo em 2007. Em 11 de outubro de 2011, foi anunciado que Gotye ganhou 7 prêmios ARIA. Por causa das restrições de datas, Making Mirrors não pôde ser indicada, e todas as 7 indicações foram relacionadas ao single "Somebody That I Used to Know". A música apresenta samples da canção "Seville", gravada em 1967 pelo músico de bossa nova brasileiro Luiz Bonfá. Gotye foi um dos grandes vencedores do Grammy 2013, ganhando os premios: Melhor Gravação do ano, Melhor Duo-Pop (com a Cantora Kimbra) e Melhor Álbum Alternativo.

## Discografia
- Boardface (2003)
- Like Drawing Blood (2006)
- Mixed Blood - Remix (2007)
- Making Mirrors (2011)